# Campionati europei di atletica leggera paralimpica 2005
Il II Campionato europeo di atletica leggera paralimpica si è disputato ad Espoo, in Finlandia, dal 22 al 27 agosto 2005. A questa edizione del campionato hanno partecipato atleti provenienti da tutto il mondo nonostante l'evento abbia, nel nome, il termine "europeo".

## Categorie
La classe sportiva nell'atletica leggera paralimpica si identifica con un prefisso e con un numero. I prefissi utilizzati sono:
- F = prove effettuate su campo (field, campo);
- T = prove effettuate su pista (track, pista);
- P = pentathlon;

Mentre i numeri identificativi delle categorie sono:
- 11-13 – atleti ipovedenti e non vedenti; gli atleti delle categorie 11 e 12 gareggiano con una guida;
- 20 – atleti con disabilità intellettiva;
- Atleti gareggianti su sedia a rotelle:
  - 31-34 – atleti con paralisi cerebrale o con altre condizioni che limitano la coordinazione degli arti e/o l'uso dei muscoli;
  - 51-58 – atleti con lesioni alla spina dorsale, amputazioni, handicap muscolo-scheletrici, malformazioni congenite, lesioni nervose;
- Atleti deambulanti gareggianti in posizione eretta:
  - 35-38 – atleti con paralisi cerebrale o con altre condizioni che limitano la coordinazione degli arti e/o l'uso dei muscoli.
  - 40-46 – atleti con amputazioni, lesioni spinali, handicap muscolo-scheletrici, malformazioni congenite, lesioni nervose;

## Risultati
I risultati del campionato sono stati:

### Uomini

#### Corse
| Specialità | Categoria | Oro                                                                         | Prestazione | Argento                                                                       | Prestazione | Bronzo                                                                               | Prestazione   |
| Corse piane |           |                                                                             |             |                                                                               |             |                                                                                      |               |
| 100 m | T11       | Gauthier Tresor Makunda                                                     | 11"86       | Oleksandr Ivanyukhin                                                          | 11"90       | Carlos Conceição Lopes                                                               | 12"02         |
| 100 m | T12       | Matthias Schröder                                                           | 10"85       | Josiah Jamison                                                                | 11"36       | Jose Sanchez                                                                         | 11"49         |
| 100 m | T13       | Jason Smyth                                                                 | 10"96       | Royal Mitchell                                                                | 11"20       | Andre Andrade                                                                        | 11"35         |
| 100 m | T35       | Jon Oddur Halldorsson                                                       | 13"76       | Hugues Quiatol                                                                | 14"24       | Ioannis Letkas                                                                       | 14"57         |
| 100 m | T36       | Marcin Mielczarek                                                           | 12"76       | Vilmantas Juodis                                                              | 12"92       | Roman Pavlyk                                                                         | 12"95         |
| 100 m | T37       | Michael Churm                                                               | 12"26       | Darren Thrupp                                                                 | 12"68       | Yves Colombo                                                                         | 12"69         |
| 100 m | T38       | Evan O'Hanlon                                                               | 12"19       | Aristotelis Marinos                                                           | 12"24       | Juan Ramon Carrapiso                                                                 | 12"84         |
| 100 m | T42       | Wojtek Czyz                                                                 | 12"61       | Clavel Kayitare                                                               | 12"81       | Heinrich Popow                                                                       | 13"61         |
| 100 m | T44       | Marlon Shirley                                                              | 11"03       | Markus Ehm                                                                    | 11"79       | Dominique Andre                                                                      | 11"84         |
| 100 m | T46       | Antonio Delfino                                                             | 11"44       | Serge Ornem                                                                   | 11"52       | Mikhail Popov                                                                        | 11"76         |
| 100 m | T53       | Eric Gauthier                                                               | 16"98       | Bojan Mitic                                                                   | 17"01       | Roy Guerin                                                                           | 17"29         |
| 100 m | T54       | Leo-Pekka Tähti                                                             | 14"95       | Kenny Van Weeghel                                                             | 15"09       | David Weir                                                                           | 15"19         |
| 200 m | T11       | Oleksandr Ivanyukhin                                                        | 23"91       | Gauthier Tresor Makunda                                                       | 24"07       | Firmino Batista                                                                      | 24"17         |
| 200 m | T12       | Matthias Schröder                                                           | 22"35       | Pedro Cesar Moares                                                            | 23"23       | Daniel Wozniak                                                                       | 23"39         |
| 200 m | T13       | Jason Smyth                                                                 | 21"84       | Royal Mitchell                                                                | 22"48       | Ioannis Protos                                                                       | 22"80         |
| 200 m | T35       | Lloyd Upsdell                                                               | 28"17       | Jon Oddur Halldorsson                                                         | 28"18       | Hugues Quiatol                                                                       | 29"89         |
| 200 m | T36       | Graeme Ballard                                                              | 25"78       | Marcin Mielczarek                                                             | 26"02       | Roman Pavlyk                                                                         | 26"10         |
| 200 m | T37       | Michael Churm                                                               | 25"50       | Rene Schramm                                                                  | 26"12       | Lukasz Labuch                                                                        | 26"68         |
| 200 m | T38       | Evan O'Hanlon                                                               | 24"63       | Aristotelis Marinos                                                           | 24"79       | Juan Ramon Carrapiso                                                                 | 25"53         |
| 200 m | T42       | Wojtek Czyz                                                                 | 25"75       | Clavel Kayitare                                                               | 26"77       | John McFall                                                                          | 28"08         |
| 200 m | T44       | Marlon Shirley                                                              | 23"40       | Danny Andrews                                                                 | 24"20       | Ryan Fann                                                                            | 24"52         |
| 200 m | T46       | Heath Francis                                                               | 22"37       | Serge Ornem                                                                   | 23"10       | Alexey Grigoriev                                                                     | 23"12         |
| 200 m | T52       | André Beaudoin                                                              | 34"82       | Dean Bergeron                                                                 | 35"22       | Beat Bösch                                                                           | 35"63         |
| 200 m | T53       | Hitoshi Matsunaga                                                           | 29"84       | Eric Gauthier                                                                 | 30"58       | Gottfried Ferchl                                                                     | 31"80         |
| 200 m | T54       | Leo-Pekka Tähti                                                             | 26"95       | David Weir                                                                    | 27"06       | Kenny Van Weeghel                                                                    | 27"35         |
| 400 m | T11       | Oleksandr Ivanyukhin                                                        | 52"84       | Pedro Delgado Martín                                                          | 54"09       | Aladji Ba                                                                            | 54,35         |
| 400 m | T12       | Daniel Wozniak                                                              | 51"73       | Aliaksandr Kuzmichou                                                          | 53"23       | Maxim Kirillov                                                                       | 54"99         |
| 400 m | T13       | Royal Mitchell                                                              | 50"56       | Yuriy Gornak                                                                  | 52"04       | Stuart McGregor                                                                      | 52"10         |
| 400 m | T36       | Artem Arefyev                                                               | 56"21       | Marcin Mielczarek                                                             | 58"34       | Jose Manuel Gonzalez Santamaria                                                      | 58"98         |
| 400 m | T38       | Oleksandr Driha                                                             | 52"91       | Valery Stepanskoy                                                             | 54"35       | Blair Miller                                                                         | 55"08         |
| 400 m | T44       | Danny Andrews                                                               | 52"73       | Ryan Fann                                                                     | 53"44       | Robert Mayer                                                                         | 54"72         |
| 400 m | T46       | Heath Francis                                                               | 49"28       | Antonio Delfino                                                               | 49"40       | Aleksandr Polishuk                                                                   | 51"84         |
| 400 m | T52       | Dean Bergeron                                                               | 1'02"15     | André Beaudoin                                                                | 1'04"33     | Thomas Geierspichler                                                                 | 1'05"60       |
| 400 m | T53       | Roger Puigbo Bardaguer                                                      | 54"73       | Hitoshi Matsunaga                                                             | 55"03       | Sergey Shilov                                                                        | 55"07         |
| 400 m | T54       | David Weir                                                                  | 49"35       | Kenny Van Weeghel                                                             | 49"94       | Marcel Hug                                                                           | 50"19         |
| 800 m | T12       | Odair Santos                                                                | 1'55"11     | Abel Avila                                                                    | 1'55"39     | Ignacio Avila                                                                        | 1'58"58       |
| 800 m | T36       | Artem Arefyev                                                               | 2'16"70     | Jose Manuel Gonzalez Santamaria                                               | 2'16"95     | Serhiy Sakovskyy                                                                     | 2'19"63       |
| 800 m | T37       | Oleksandr Driha                                                             | 2'07"56     | Michael McKillop                                                              | 2'09"74     | Djamel Mastouri                                                                      | 2'10"26       |
| 800 m | T38       | Derek Malone                                                                | 2'02"19     | Blair Miller                                                                  | 2'02"23     | Valery Stepanskoy                                                                    | 2'05"37       |
| 800 m | T46       | Daniel Crates                                                               | 1'59"28     | Marcin Awizen                                                                 | 2'00"41     | Oleh Lyshchyshyn                                                                     | 2'01"46       |
| 800 m | T52       | Santiago Sanz Quinto                                                        | 2'12"40     | Steven Toyoji                                                                 | 2'20"67     | Dean Bergeron                                                                        | 2'22"80       |
| 800 m | T53       | Heinz Frei                                                                  | 1'49"86     | Roger Puigbo Bardaguer                                                        | 1'51"79     | Sergey Shilov                                                                        | 1'51"81       |
| 800 m | T54       | Marcel Hug                                                                  | 1'42"46     | Robert Figl                                                                   | 1'43"05     | Scot Hollonbeck                                                                      | 1'43"14       |
| 1.500 m | T11       | Jason Dunkerley                                                             | 4'12"28     | Carlos Barto Silva                                                            | 4'16"74     | Pedro Delgado Martín                                                                 | 4'21"28       |
| 1.500 m | T13       | Abel Avila                                                                  | 4'04"65     | Odair Santos                                                                  | 4'05"68     | Gilson Anjos                                                                         | 4'11"87       |
| 1.500 m | T36       | Artem Arefyev                                                               | 4'38"39     | Jose Manuel Gonzalez Santamaria                                               | 4'38"66     | Jose Maria Pampano Cillero                                                           | 4'47"23       |
| 1.500 m | T37       | Djamel Mastouri                                                             | 4'23"28     | Michael McKillop                                                              | 4'25"68     | Oleksandr Driha                                                                      | 4'29"40       |
| 1.500 m | T46       | Oleh Lyshchyshyn                                                            | 4'07"50     | Marcin Awizen                                                                 | 4'07"54     | Abraham Sauer                                                                        | 4'08"89       |
| 1.500 m | T52       | Santiago Sanz Quinto                                                        | 4'06"21     | Dean Bergeron                                                                 | 4'23"02     | Steven Toyoji                                                                        | 4'30"90       |
| 1.500 m | T54       | Marcel Hug                                                                  | 3'22"91     | Scot Hollonbeck                                                               | 3'23"11     | Tomasz Hamerlak                                                                      | 3'23"35       |
| 5.000 m | T11       | Robert Matthews                                                             | 16'51"81    | Nuno Alves                                                                    | 16'52"27    | Carlos Amaral Ferreira                                                               | 16'57"29      |
| 5.000 m | T13       | Odair Santos                                                                | 15'29"86    | Kestutis Bartkenas                                                            | 15'34"51    | Max Bergmann                                                                         | 15'40"95      |
| 5.000 m | T46       | Christoph Sommer                                                            | 15'33"87    | Moises Vicente Neto                                                           | 15'35"30    | Zeljko Celikovic                                                                     | 15'39"49      |
| 5.000 m | T54       | Marcel Hug                                                                  | 12'12"59    | Jeff Adams                                                                    | 12'12"67    | Alain Fuss                                                                           | 12'13"16      |
| 10.000 m | T12       | Kestutis Bartkenas                                                          | 32'47"96    | Linas Balsys                                                                  | 32'52"37    | Noel Thatcher                                                                        | 32'53"71      |
| 10.000 m | T46       | Ozivan Bonfim                                                               | 32'09"61    | Moises Vicente Neto                                                           | 32'11"23    | Jose Castilla Moreno                                                                 | 32'14"68      |
| 10.000 m | T54       | Marcel Hug                                                                  | 23'07"12    | Tomasz Hamerlak                                                               | 23'07"36    | Heinz Frei                                                                           | 23'07"84      |
| Prove su strada |           |                                                                             |             |                                                                               |             |                                                                                      |               |
| Maratona | T54       | Alan Bergman                                                                | 1h29'51"    | Tomasz Hamerlak                                                               | 1h29'52"    | Roger Puigbo Bardaguer                                                               | 1h29'52"      |
| Staffette |           |                                                                             |             |                                                                               |             |                                                                                      |               |
| 4×100 m | T11 - T13 | Portogallo Gabriel Potra Carlos Conceição Lopes Jose Alves Firmino Baptista | 44"74       | Brasile Hilario Moreira Neto Andre Andrade Clayton Pacheco Pedro Cesar Moares | 45"10       | Non assegnato                                                                        | Non assegnato |
| 4×100 m | T35 - T38 | Ucraina Ievgen Tykhonov Oleksandr Driha Roman Pavlyk Serhiy Sakovskyy       | 49"97       | Rep. Ceca Jan Vlk Ales Svehlik Petr Vratil Dusan Grezl                        | 52"93       | Grecia Ioannis Letkas Aristotelis Marinos Konstantinos Gasparidis Panagiotis Manetas | 54"12         |
| 4×100 m | T42 - T46 | Stati Uniti Ryan Fann Jeffrey Skiba Danny Andrews Marlon Shirley            | 45"40       | Francia Arnaud Assoumani Dominique Andre Serge Ornem Clavel Kayitare          | 45"42       | Germania Markus Ehm Wojtek Czyz Reinhold Boetzel Heinrich Popow                      | 48"05         |
| 4×400 m | T53 - T54 | Stati Uniti Jordan Bird Jacob Heilveil Adam Bleakney Scot Hollonbeck        | 3'31"29     | Canada Curtis Thom Colin Mathieson Eric Gauthier Carl Marquis                 | 3'33"78     | Svizzera Bojan Mitic Tobias Lötscher Franz Nietlisbach Marcel Hug                    | 3'36"13       |
| record mondiale; record mondiale stagionale; record europeo; record europeo stagionale; record dei campionati; record nazionale; record personale; record personale stagionale. |           |                                                                             |             |                                                                               |             |                                                                                      |               |

#### Concorsi
| Specialità | Categoria             | Oro                          | Prestazione     | Argento                          | Prestazione     | Bronzo                | Prestazione    |
| Salti |                       |                              |                 |                                  |                 |                       |                |
| Salto in alto | F12                   | Ruslan Sivitski              | 1,80 m          | Amir Kamali Sarvestani           | 1,77 m          | Michael Delaney       | 1,74 m         |
| Salto in alto | F42                   | Marcel Jaroslawski           | 1,68 m          | Dennis Wliszczak                 | 1,65 m          | Heinrich Popow        | 1,65 m         |
| Salto in alto | F44 - F46             | Jeffrey Skiba (F44)          | 2,00 m          | Toru Suzuki (F44)                | 1,97 m          | Jun Du (F46)          | 1,85 m         |
| Salto in lungo | F11                   | Athanasios Barakas           | 6,23 m          | Xavier Porras                    | 6,19 m          | Zeyniddin Bilalov     | 6,02 m         |
| Salto in lungo | F12                   | Oleg Panyutin                | 7,36 m          | Stéphane Bozzolo                 | 7,15 m          | Ronan Pallier         | 6,88 m         |
| Salto in lungo | F13                   | Ihar Fartunau                | 7,13 m          | Kordian Galinski                 | 6,70 m          | Radoslav Zlatanov     | 6,21 m         |
| Salto in lungo | F36                   | Roman Pavlyk                 | 5,33 m          | Mariusz Sobczak                  | 5,07 m          | Marcin Mielczarek     | 5,02 m         |
| Salto in lungo | F37                   | Darren Thrupp                | 5,78 m          | Lukasz Labuch                    | 5,40 m          | Jan Vlk               | 5,01 m         |
| Salto in lungo | F42                   | Wojtek Czyz                  | 6,20 m          | Heinrich Popow                   | 5,45 m          | Atsushi Yamamoto      | 5,33 m         |
| Salto in lungo | F44                   | Marlon Shirley               | 6,65 m          | Roberto La Barbera               | 6,33 m          | Heros Marai           | 5,94 m         |
| Salto in lungo | F46                   | Anton Skachkov               | 1,5 m           | Arnaud Assoumani                 | 1,4 m           | Wenjie Mai            | 1,4 m          |
| Salto triplo | F12                   | Ivan Kytsenko                | 14,48 m         | Ruslan Sivitski                  | 14,18 m         | Aliaksandr Kuzmichou  | 14,13 m        |
| Lanci |                       |                              |                 |                                  |                 |                       |                |
| Getto del peso | F11                   | David Casinos                | 13,77 m         | Volodymyr Piddubnyy              | 12,48 m         | Willibald Monschein   | 11,92 m        |
| Getto del peso | F12                   | Yury Buchkou                 | 15,19 m         | Vladimir Andryushchenko          | 14,80 m         | Russell Short         | 14,57 m        |
| Getto del peso | F32 - F33 - F34       | Roman Musil (F33)            | 10,48 m 1040 p. | Hamish MacDonald (F34)           | 10,93 m 1012 p. | Andrew Williams (F32) | 6,78 m 930 p.  |
| Getto del peso | F35 - F36 - F38       | Pawel Piotrowski (F36)       | 11,99 m 995 p.  | Wolfgang Dubin (F36)             | 11,16 m 926 p.  | Edgars Bergs (F35)    | 13,01 m 922 p. |
| Getto del peso | F37                   | Tomasz Blatkiewicz           | 13,42 m         | Robert Chyra                     | 12,56 m         | Franjo Izlakar        | 12,42 m        |
| Getto del peso | F42                   | Mehrdad Karam Zadeh          | 12,71 m         | Viktar Khilmonchyk               | 12,45 m         | Basile Tafilagi       | 12,11 m        |
| Getto del peso | F44                   | Jackie Christiansen          | 17,47 m         | Joerg Frischmann                 | 14,82 m         | Edwin Cockrell        | 14,59 m        |
| Getto del peso | F46                   | Tomasz Rebisz                | 14,78 m         | Soselito Sekeme                  | 14,06 m         | Andis Ozolnieks       | 13,14 m        |
| Getto del peso | F52                   | Georgios Karaminas           | 8,16 m          | Rico Glagla                      | 8,06 m          | Aigars Apinis         | 8,06 m         |
| Getto del peso | F53                   | Damianos Daktylidis          | 7,45 m          | Christos Aggourakis              | 7,38 m          | Gerasimos Vryonis     | 7,30 m         |
| Getto del peso | F54                   | Markku Niinimäki             | 9,56 m          | Georg Tischler                   | 9,35 m          | Athanasios Tsivilis   | 8,36 m         |
| Getto del peso | F55                   | Martin Nemec                 | 10,84 m         | Ulrich Iser                      | 10,42 m         | Jalil Bagherijedi     | 9,38 m         |
| Getto del peso | F56                   | Krzysztof Smorszczewski      | 11,64 m         | Gerhard Wies                     | 11,17 m         | Pieter Gruijters      | 10,65 m        |
| Getto del peso | F57                   | Jamil Elshebli               | 13,36 m         | Anastasios Tsiou                 | 12,35 m         | Maurizio Nalin        | 11,96 m        |
| Getto del peso | F58                   | Janusz Rokicki               | 14,47 m         | Alexey Ashapatov                 | 14,12 m         | Amer Al-Abbadi        | 13,63 m        |
| Lancio del disco | F11                   | David Casinos                | 38,77 m         | Bil Marinkovic                   | 38,46 m         | Volodymyr Piddubnyy   | 34,01 m        |
| Lancio del disco | F12                   | Rolandas Urbonas             | 47,27 m         | Vladimir Andryushchenko          | 46,71 m         | Yury Buchkou          | 44,97 m        |
| Lancio del disco | F33 - F34             | Roman Musil (F33)            | 28,73 m 1037 p. | Mohammed Humaid Bin Dabbas (F34) | 35,78 m 965 p.  | Daniel West (F34)     | 35,12 m 948 p. |
| Lancio del disco | F32 - F51             | Richard Schabel (F51)        | 9,55 m 968 p.   | David Gale (F51)                 | 8,96 m 908 p.   | Radim Běleš (F51)     | 8,93 m 905 p.  |
| Lancio del disco | F35 - F36 - F38       | Feng Yan (F35)               | 40,67 m 954 p.  | Pawel Piotrowski (F36)           | 32,76 m 931 p.  | Milan Kubala (F36)    | 29,98 m 852 p. |
| Lancio del disco | F37                   | Tomasz Blatkiewicz           | 49,19 m         | Mykola Zhabnyak                  | 43,82 m         | Robert Chyra          | 42,50 m        |
| Lancio del disco | F42                   | Gino De Keersmaeker          | 46,08 m         | Mehrdad Karam Zadeh              | 44,98 m         | Basile Tafilagi       | 44,14 m        |
| Lancio del disco | F44                   | Daniel Greaves               | 52,35 m         | Jackie Christiansen              | 51,99 m         | Jeffrey Skiba         | 41,87 m        |
| Lancio del disco | F46                   | Tomasz Rebisz                | 43,60 m         | Andis Ozolnieks                  | 42,69 m         | Soselito Sekeme       | 40,25 m        |
| Lancio del disco | F52                   | Aigars Apinis                | 17,94 m         | Rico Glagla                      | 17,34 m         | Garrett Culliton      | 15,13 m        |
| Lancio del disco | F54                   | Efthymios Kalaras            | 26,82 m         | Germano Bernardi                 | 24,16 m         | Drazenko Mitrovic     | 23,42 m        |
| Lancio del disco | F55                   | Martin Nemec                 | 35,38 m         | Jalil Bagherijedi                | 32,97 m         | Mustafa Yuseinov      | 31,46 m        |
| Lancio del disco | F56                   | Miroslav Sperk               | 36,00 m         | Mohammad Dabbagh Zadeh           | 34,23 m         | Pieter Gruijters      | 32,97 m        |
| Lancio del disco | F58                   | Alexey Ashapatov             | 49,48 m         | Algirdas Tatulis                 | 46,52 m         | Yonggang Chen         | 45,98 m        |
| Lancio del giavellotto | F12                   | Huagang Yan                  | 56,03 m         | Milos Grlica                     | 51,89 m         | Aliaksandr Tryputs    | 49,09 m        |
| Lancio del giavellotto | F35 - F36 - F37 - F38 | Pawel Piotrowski (F36)       | 37,88 m 1018 p. | Kenneth Churchill (F37)          | 47,26 m 1013 p. | Wade McMahon (F37)    | 42,94 m 921 p. |
| Lancio del giavellotto | F42                   | Dechko Ovcharov              | 46,10 m         | Jakob Mathiasen                  | 44,90 m         | Jos Van Der Donk      | 44,55 m        |
| Lancio del giavellotto | F44                   | Mingjie Gao                  | 55,05 m         | Evgeniy Gudkov                   | 51,64 m         | Urs Kolly             | 48,54 m        |
| Lancio del giavellotto | F52                   | Rico Glagla                  | 14,68 m         | Georgios Karaminas               | 14,49 m         | Aigars Apinis         | 12,55 m        |
| Lancio del giavellotto | F53                   | Abdulreza Jokar              | 19,92 m         | Gerasimos Vryonis                | 16,84 m         | Ales Kisy             | 15,93 m        |
| Lancio del giavellotto | F54                   | Markku Niinimäki             | 25,35 m         | Zoran Radukic                    | 22,02 m         | Athanasios Tsivilis   | 20,26 m        |
| Lancio del giavellotto | F55- F56              | Pieter Gruijters (F56)       | 33,46 m 937 p.  | Josef Stiak (F56)                | 28,64 m 802 p.  | Martin Nemec (F55)    | 26,14 m 798 p. |
| Lancio del giavellotto | F57                   | Mohammad Reza Mirzaei Jaberi | 37,67 m         | Rostislav Pohlmann               | 37,64 m         | Ali Naderi Darbaghsha | 34,76 m        |
| Lancio della clava | F32 - F51             | Stephen Miller (F32)         | 32,52 m 1020 p. | Radim Běleš (F51)                | 22,68 m 946 p.  | Richard Schabel (F51) | 20,97 m 875 p. |
| record mondiale; record mondiale stagionale; record europeo; record europeo stagionale; record dei campionati; record nazionale; record personale; record personale stagionale. |                       |                              |                 |                                  |                 |                       |                |

#### Prove multiple
| Specialità | Categoria | Oro                | Prestazione | Argento            | Prestazione | Bronzo         | Prestazione |
| Pentathlon | P12       | Stéphane Bozzolo   | 2.916 p.    | Kurt Vanraefelghem | 2.911 p.    | Roman Mesyk    | 2.813 p.    |
| Pentathlon | P44       | Roberto La Barbera | 4.019 p.    | Tomas Kairys       | 3.970 p.    | Philippe Ramon | 3.767 p.    |
| record mondiale; record mondiale stagionale; record europeo; record europeo stagionale; record dei campionati; record nazionale; record personale; record personale stagionale. |           |                    |             |                    |             |                |             |

### Donne

#### Corse
| Specialità | Categoria | Oro                 | Prestazione | Argento                    | Prestazione | Bronzo                  | Prestazione |
| Corse piane |           |                     |             |                            |             |                         |             |
| 100 m | T11       | Ádria Rocha Santos  | 12"42       | Elena Frolova              | 12"93       | Maren Bossmeyer         | 13"13       |
| 100 m | T12       | Volha Zinkevich     | 12"95       | Maria José Alves           | 13"25       | Eva Ngui                | 13"37       |
| 100 m | T13       | Alexandra Dimoglou  | 12"89       | Anthi Karagianni           | 13"07       | Aksana Sivitskaya       | 13"54       |
| 100 m | T34 - T53 | Tanni Grey (T53)    | 18"23       | Francesca Porcellato (T53) | 18"78       | Miriam Nibley (T53)     | 18"78       |
| 100 m | T36       | Hazel Robson        | 15"58       | Ping Liu                   | 15"64       | Yuki Kato               | 16"46       |
| 100 m | T37       | Beverley Jones      | 15"15       | Viktoriya Kravchenko       | 15"20       | Katrina Hart            | 15"52       |
| 100 m | T38       | Inna Dyachenko      | 14"73       | Katrina Webb               | 15"14       | Graca Fernandes         | 15"56       |
| 100 m | T46       | Alicja Fiodorow     | 12"83       | Amy Winters                | 12"95       | Jingling Ouyang         | 13"29       |
| 100 m | T54       | Tatyana McFadden    | 17"81       | Eliza Stankovic            | 18"00       | Yvonne Sehmisch         | 18"40       |
| 200 m | T11       | Ádria Rocha Santos  | 27"05       | Elena Frolova              | 27"85       | Purificación Santamarta | 28"50       |
| 200 m | T12       | Assia El Hannouni   | 25"74       | Volha Zinkevich            | 26"26       | Eva Ngui                | 27"55       |
| 200 m | T13       | Alexandra Dimoglou  | 25"90       | Tetyana Smyrnova           | 27"08       | Anthi Karagianni        | 27"31       |
| 200 m | T34 - T53 | Tanni Grey (T53)    | 32"01       | Francesca Porcellato (T53) | 33"53       | Angie Ballard (T53)     | 35"51       |
| 200 m | T36       | Ping Liu            | 32"27       | Hazel Robson               | 33"31       | Yuki Kato               | 33"78       |
| 200 m | T38       | Inna Dyachenko      | 30"41       | Katrina Webb               | 30"90       | Viktoriya Kravchenko    | 31"26       |
| 200 m | T46       | Amy Winters         | 26"44       | Alicja Fiodorow            | 26"61       | Alexandra Moguchaya     | 27"30       |
| 200 m | T54       | Chantal Petitclerc  | 30"03       | Manuela Schär              | 31"70       | Tatyana McFadden        | 31"74       |
| 400 m | T12       | Assia El Hannouni   | 57"91       | Elena Zhdanova             | 1'01"18     | Maria José Alves        | 1'08"35     |
| 400 m | T34       | Tanni Grey          | 1'03"12     | Francesca Porcellato       | 1'05"66     | Jessica Galli           | 1'06"43     |
| 400 m | T54       | Chantal Petitclerc  | 55"65       | Tatyana McFadden           | 58"57       | Edith Hunkeler          | 58"82       |
| 800 m | T12       | Assia El Hannouni   | 2'17"57     | Rima Batalova              | 2'19"62     | Miroslava Sedlackova    | 2'34"79     |
| 800 m | T34 - T53 | Jessica Galli (T53) | 2'10"34     | Tanni Grey (T53)           | 2'10"67     | Angie Ballard (T53)     | 2'10"75     |
| 800 m | T54       | Edith Hunkeler      | 1'59"13     | Tatyana McFadden           | 2'04"38     | Christina Ripp          | 2'06"42     |
| 1.500 m | T12       | Elena Pautova       | 4'38"55     | Rima Batalova              | 4'44"84     | Miroslava Sedlackova    | 5'04"21     |
| 1.500 m | T54       | Chantal Petitclerc  | 4'06"63     | Diane Roy                  | 4'07"07     | Edith Hunkeler          | 4'07"57     |
| 5.000 m | T54       | Diane Roy           | 13'35"26    | Edith Hunkeler             | 13'48"02    | Sandra Graf             | 13'48"37    |
| record mondiale; record mondiale stagionale; record europeo; record europeo stagionale; record dei campionati; record nazionale; record personale; record personale stagionale. |           |                     |             |                            |             |                         |             |

#### Concorsi
| Specialità | Categoria                  | Oro                     | Prestazione                | Argento                | Prestazione            | Bronzo                      | Prestazione     |
| Salti |                            |                         |                            |                        |                        |                             |                 |
| Salto in lungo | F12                        | Volha Zinkevich         | 5,64 m                     | Marija Ivekovic        | 5,42 m                 | Rosalía Lázaro              | 5,34 m          |
| Salto in lungo | F13                        | Svitlana Gorbenko       | 5,29 m                     | Aksana Sivitskaya      | 5,27 m                 | Anthi Karagianni            | 5,07 m          |
| Salto in lungo | F42                        | Salome Kretz            | 3,77 m                     | Elin Holen             | 3,47 m                 | Ewa Zielinska               | 3,46 m          |
| Salto in lungo | F44 - F46                  | Andrea Scherney (F44)   | 5,31 m 1141 p.             | Iryna Leantsiuk (F46)  | 5,70 m 1044 p.         | Catherine Bader-Bille (F46) | 5,29 m 969 p.   |
| Lanci |                            |                         |                            |                        |                        |                             |                 |
| Getto del peso |                            |                         |                            |                        |                        |                             |                 |
| F12 | Siena Christen             | 12,49 m                 | Tamara Sivakova            | 12,34 m                | Jodi Willis-Roberts    | 11,41 m                     |                 |
| F32/F34 - F51/F58 | Tetyana Yakybchuk (F33)    | 6,15 m 1021 p.          | Marianne Buggenhagen (F55) | 8,75 m 1008 p.         | Stela Eneva (F58)      | 9,79 m 991 p.               |                 |
| F35 - F36 - F38 | Aldona Grigaliuniene (F38) | 12,37 m 1147 p.         | Alla Malchyk (F36)         | 9,16 m 1088 p.         | Veronika Foltova (F35) | 9,37 m 1072 p.              |                 |
| F37 | Beverley Jones             | 10,49 m                 | Eva Berna                  | 10,10 m                | Amanda Fraser          | 9,26 m                      |                 |
| F40 | Petra Hömmen               | 6,60 m                  | Sophie Hancock             | 6,19 m                 | Kim Minett             | 6,16 m                      |                 |
| F42 | Jelena Vukovic             | 8,61 m                  | Bozena Zych                | 8,21 m                 | Ivita Strode           | 7,23 m                      |                 |
| F44 - F46 | Michaela Daamen (F44)      | 12,18 m                 | Andrea Scherney (F44)      | 11,03 m                | Marijke Mettes (F46)   | 10,42 m                     |                 |
| Lancio del disco | F12                        | Tamara Sivakova         | 40,75 m                    | Siena Christen         | 37,50 m                | Jodi Willis-Roberts         | 32,46 m         |
| Lancio del disco | F32/F34 - F51/F58          | Tetyana Yakybchuk (F33) | 16,04 m 1174 p.            | Stela Eneva (F58)      | 32,44 m 1032 p.        | Marianne Buggenhagen (F55)  | 26,32 m 1011 p. |
| Lancio del disco | F35 - F36 - F38            | Alla Malchyk (F36)      | 21,67 m 1090 p.            | Renata Chilewska (F35) | 24,08 m 1082 p.        | Veronika Foltova (F35)      | 27,05 m 1080 p. |
| Lancio del disco | F37                        | Amanda Fraser           | 26,51 m                    | Eva Berna              | 25,44 m                | Chunhua Li                  | 24,08 m         |
| Lancio del disco | F40                        | Petra Hömmen            | 18,75 m                    | Karen Müller           | 18,57 m                | Jill Kennedy                | 18,50 m         |
| Lancio del disco | F42 - F44 - F46            | Yue Yang (F44)          | 38,42 m 1073 p.            | Michaela Daamen (F44)  | 36,90 m 1030 p.        | Claudia Biene (F42)         | 26,80 m 1002 p. |
| Lancio del giavellotto | F32/F34 - F51/F58          | Tiina Ala-Aho (F33)     | 12,98 m 1008 p.            | Martina Willing (F56)  | 21,04 m 921 p.         | Ivanka Koleva (F57)         | 18,50 m 899 p.  |
| Lancio del giavellotto | F35 - F37                  | Renata Chilewska (F35)  | 23,18 m 1054 p.            | Veronika Foltova (F35) | 22,95 m 1043 p.        | Lisa Callaghan (F37)        | 23,00 m 1000 p. |
| Lancio del giavellotto | F42 - F44 - F46            | Claudia Biene (F42)     | 27,89 m 1008 p.            | Andrea Hegen (F46)     | 36,63 m 991 p.         | Marjaana Väre (F42)         | 26,78 m 968 p.  |
| record mondiale; record mondiale stagionale; record europeo; record europeo stagionale; record dei campionati; record nazionale; record personale; record personale stagionale. |                            |                         |                            |                        |                        |                             |                 |

#### Prove multiple
| Specialità | Categoria | Oro                   | Prestazione | Argento               | Prestazione | Bronzo               | Prestazione |
| Pentathlon | P12 - P13 | Marija Ivekovic (P12) | 2.877 p.    | Catherine Walsh (P13) | 2.302 p.    | Rosalía Lázaro (P12) | 2.154 p.    |
| record mondiale; record mondiale stagionale; record europeo; record europeo stagionale; record dei campionati; record nazionale; record personale; record personale stagionale. |           |                       |             |                       |             |                      |             |

## Medagliere
Legenda
     Paese ospitante
| Posizione | Paese               | Oro | Argento | Bronzo | Totale |
| --------- | ------------------- | --- | ------- | ------ | ------ |
| 1         | Regno Unito         | 16  | 6       | 8      | 30     |
| 2         | Ucraina             | 15  | 6       | 8      | 29     |
| 3         | Polonia             | 13  | 13      | 6      | 32     |
| 4         | Germania            | 12  | 15      | 9      | 36     |
| 5         | Stati Uniti         | 10  | 9       | 11     | 20     |
| 6         | Canada              | 8   | 8       | 3      | 19     |
| 7         | Australia           | 7   | 6       | 7      | 20     |
| 8         | Francia             | 6   | 10      | 11     | 27     |
| 9         | Brasile             | 6   | 8       | 3      | 17     |
| 10        | Grecia              | 6   | 7       | 8      | 21     |
| 11        | Bielorussia         | 6   | 7       | 4      | 17     |
| 12        | Russia              | 5   | 10      | 7      | 22     |
| 13        | Spagna              | 5   | 7       | 12     | 24     |
| 14        | Rep. Ceca           | 5   | 7       | 9      | 21     |
| 15        | Cina                | 5   | 6       | 8      | 19     |
| 16        | Finlandia           | 5   | 1       | 5      | 11     |
| 17        | Lituania            | 3   | 5       | 0      | 8      |
| 18        | Iran                | 3   | 4       | 2      | 9      |
| 19        | Irlanda             | 3   | 2       | 3      | 8      |
| 20        | Austria             | 1   | 5       | 4      | 10     |
| 21        | Italia              | 1   | 5       | 2      | 8      |
| 22        | Lettonia            | 1   | 4       | 4      | 9      |
| 23        | Paesi Bassi         | 1   | 2       | 5      | 8      |
| 24        | Giappone            | 1   | 2       | 3      | 6      |
| 25        | Danimarca           | 1   | 2       | 0      | 3      |
| 26        | Bulgaria            | 1   | 1       | 4      | 6      |
| 26        | Portogallo          | 1   | 1       | 4      | 6      |
| 28        | Azerbaigian         | 1   | 1       | 2      | 4      |
| 29        | Croazia             | 1   | 1       | 0      | 2      |
| 29        | Islanda             | 1   | 1       | 0      | 2      |
| 31        | Giordania           | 1   | 0       | 1      | 2      |
| 32        | Emirati Arabi Uniti | 0   | 1       | 0      | 1      |
| 32        | Norvegia            | 0   | 1       | 0      | 1      |
| 34        | Serbia e Montenegro | 0   | 0       | 2      | 2      |
| 35        | Azerbaigian         | 0   | 0       | 1      | 1      |
| 35        | Slovenia            | 0   | 0       | 1      | 1      |
| Totale    | Totale              | 151 | 163     | 178    | 492    |